# سباق الطريق للسيدات في بطولة العالم لسباق الدراجات على الطريق 2019
سباق الطريق للسيدات في بطولة العالم لسباق الدراجات على الطريق 2019 هو سباق دراجات هوائية، وهو الموسم رقم 59 من السباق، وأقيم في 28 سبتمبر 2019، وامتدّ لمسافة 149.4 كيلومتر، وهو أحد سباقات بطولة العالم لسباق الدراجات على الطريق 2019، وقد شارك في السباق  152 متسابقاً ووصل إلى نهايته  88 متسابقاً.
فاز فيه بالمركز الأول  أنيميك فان فليوتن، وبالمركز الثاني  أنا فان دير بريغين، وبالمركز الثالث  أماندا سبرات.

## الفرق
| فرق وطنية (49)- فريق الأرجنتين لركوب الدراجات للرجال 2019‏ - فريق أستراليا لركوب الدراجات للسيدات 2019‏ - منتخب النمسا لركوب الدراجات للسيدات 2019‏ - فريق بلجيكا لركوب الدراجات للسيدات 2019 ‏ - فريق روسيا البيضاء لركوب الدراجات للسيدات 2019 ‏ - فريق البرازيل لركوب الدراجات للسيدات 2019‏ - فريق كندا لركوب الدراجات للسيدات 2019‏ - فريق تشيلي لركوب الدراجات للرجال 2019‏ - فريق كولومبيا لركوب الدراجات للسيدات 2019‏ - فريق كوستاريكا لركوب الدراجات للرجال 2019‏ - فريق كرواتيا لركوب الدراجات للسيدات 2019‏ - منتخب كوبا الوطني لسباق الدراجات على الطريق للسيدات 2019‏ - فريق التشيك لركوب الدراجات للسيدات 2019‏ - فريق الدنمارك لركوب الدراجات للسيدات 2019 ‏ - فريق إرتريا لركوب الدراجات 2019 ‏ - فريق إسبانيا لركوب الدراجات للسيدات 2019 ‏ - فريق إستونيا لركوب الدراجات للسيدات 2019‏ - فريق فرنسا لركوب الدراجات للسيدات 2019 ‏ - بريطانيا - فريق ألمانيا لركوب الدراجات للسيدات 2019‏ - فريق اليونان لركوب الدراجات للرجال 2019‏ - فريق جمهورية أيرلندا لركوب الدراجات للسيدات 2019‏ - فريق آيسلندا لسباق الدراجات للرجال 2019‏ - فريق إسرائيل لسباق الدراجات على الطريق للسيدات 2019‏ - فريق إيطاليا لركوب الدراجات للسيدات 2019‏ - فريق اليابان لركوب الدراجات للسيدات 2019‏ - فريق كازاخستان لركوب الدراجات للسيدات 2019‏ - فريق الكويت لسباق الدراجات للرجال 2019‏ - فريق ليتوانيا لركوب الدراجات للسيدات 2019‏ - فريق لوكسمبورغ لركوب الدراجات للسيدات 2019‏ - فريق ماكاو لسباق الدراجات للسيدات 2019‏ - فريق المكسيك لركوب الدراجات للرجال 2019‏ - فريق هولندا لركوب الدراجات للسيدات 2019 ‏ - فريق النرويج لركوب الدراجات للسيدات 2019 ‏ - فريق نيوزيلندا لركوب الدراجات للسيدات 2019‏ - فريق باراغواي لسباق الدراجات للرجال 2019‏ - فريق بولندا لركوب الدراجات للسيدات 2019‏ - فريق البرتغال لركوب الدراجات للسيدات 2019‏ - فريق جنوب أفريقيا لركوب الدراجات للسيدات 2019‏ - فريق روسيا لركوب الدراجات للسيدات 2019 ‏ - فريق سلوفينيا لركوب الدراجات للسيدات 2019‏ - فريق سويسرا لركوب الدراجات للسيدات 2019 ‏ - فريق سلوفاكيا لركوب الدراجات للسيدات 2019‏ - فريق السويد لركوب الدراجات للسيدات 2019‏ - فريق ترينيداد وتوباغو لسباق الدراجات للسيدات 2019‏ - فريق أوكرانيا لركوب الدراجات للسيدات 2019‏ - فريق الأوروغواي لركوب الدراجات للرجال 2019‏ - فريق الولايات المتحدة لركوب الدراجات للسيدات 2019‏ - فريق زيمبابوي لسباق الدراجات على الطريق للرجال 2019‏ |  |
| |  |

## التصنيف العام النهائي
| \| التصنيف العام \| التصنيف العام \| التصنيف العام \| التصنيف العام \| التصنيف العام \| \| المتسابقة \| المتسابقة \| الفريق \| الوقت \| \| \| ------------- \| ------------------ \| --------------------------------------------------- \| ------------- \| ------------- \| \| 1 \| أنيميك فان فليوتن \| فريق هولندا لركوب الدراجات للسيدات 2019 [لغات أخرى]‏ \| 4 س 06 د 05 ث \| \| \| 2 \| أنا فان دير بريغين \| فريق هولندا لركوب الدراجات للسيدات 2019 [لغات أخرى]‏ \| + 2 د 15 ث \| \| \| 3 \| أماندا سبرات \| فريق أستراليا لركوب الدراجات للسيدات 2019‏ \| + 2 د 28 ث \| \| \| 4 \| كلو ديجيرت \| فريق الولايات المتحدة لركوب الدراجات للسيدات 2019‏ \| + 3 د 24 ث \| \| \| 5 \| إليسا ونغو بورغيني \| فريق إيطاليا لركوب الدراجات للسيدات 2019‏ \| + 4 د 45 ث \| \| \| 6 \| ماريان فوس \| فريق هولندا لركوب الدراجات للسيدات 2019 [لغات أخرى]‏ \| + 5 د 20 ث \| \| \| 7 \| مارتا باستيانيلي \| فريق إيطاليا لركوب الدراجات للسيدات 2019‏ \| + 5 د 20 ث \| \| \| 8 \| آشلي مولمان \| فريق جنوب أفريقيا لركوب الدراجات للسيدات 2019‏ \| + 5 د 20 ث \| \| \| 9 \| ليزا برينور \| فريق ألمانيا لركوب الدراجات للسيدات 2019‏ \| + 5 د 20 ث \| \| \| 10 \| Coryn Rivera \| فريق الولايات المتحدة لركوب الدراجات للسيدات 2019‏ \| + 5 د 20 ث \| \| |                    |                                                   |               |  |
| |                    |                                                   |               |  |
| مصدر: ProCyclingStats |                    |                                                   |               |  |
| التصنيف العام |                    |                                                   |               |  |
| المتسابقة | المتسابقة          | الفريق                                            | الوقت         |  |
| 1 | أنيميك فان فليوتن  | فريق هولندا لركوب الدراجات للسيدات 2019 ‏          | 4 س 06 د 05 ث |  |
| 2 | أنا فان دير بريغين | فريق هولندا لركوب الدراجات للسيدات 2019 ‏          | + 2 د 15 ث    |  |
| 3 | أماندا سبرات       | فريق أستراليا لركوب الدراجات للسيدات 2019‏         | + 2 د 28 ث    |  |
| 4 | كلو ديجيرت         | فريق الولايات المتحدة لركوب الدراجات للسيدات 2019‏ | + 3 د 24 ث    |  |
| 5 | إليسا ونغو بورغيني | فريق إيطاليا لركوب الدراجات للسيدات 2019‏          | + 4 د 45 ث    |  |
| 6 | ماريان فوس         | فريق هولندا لركوب الدراجات للسيدات 2019 ‏          | + 5 د 20 ث    |  |
| 7 | مارتا باستيانيلي   | فريق إيطاليا لركوب الدراجات للسيدات 2019‏          | + 5 د 20 ث    |  |
| 8 | آشلي مولمان        | فريق جنوب أفريقيا لركوب الدراجات للسيدات 2019‏     | + 5 د 20 ث    |  |
| 9 | ليزا برينور        | فريق ألمانيا لركوب الدراجات للسيدات 2019‏          | + 5 د 20 ث    |  |
| 10 | Coryn Rivera       | فريق الولايات المتحدة لركوب الدراجات للسيدات 2019‏ | + 5 د 20 ث    |  |

## وصلات خارجية
- الموقع الرسمي
- لمحة عن سباق سباق الطريق للسيدات في بطولة العالم لسباق الدراجات على الطريق 2019 على موقع  ProCyclingStats   (برو  سايكلنج  ستاتس) - إحصاءات  محترفي  الدراجات.
- سباق الطريق للسيدات في بطولة العالم لسباق الدراجات على الطريق 2019 على موقع إحصائيات الدراجات الإحترافية (الإنجليزية)